# DVD-HDR
El formato DVD-HDR (Digital Versatile Disc - High Definition Rip) es un formato de vídeo no oficial entre la definición estándar (480p o 576i) y la alta definición (720p).

## Finalidad del formato
Creado como puente entre formatos para una visualización en pantallas CRT de última generación (Flat-TV) o pantallas HDReady (720p), es una mejora del DVD, basada en el códec XVID o similares y muy similar en cuanto a concepción a los rips de alta definición (BDRip/HDDVDRip), con la diferencia de que en los DVD-HDR sólo existe un idioma principal y raramente están integrados los subtítulos.
A diferencia del formato DVD-Vídeo o la televisión estándar, el formato DVD-HDR es totalmente panorámico (16:9), aprovechando al máximo las pantallas panorámicas y evitando en la medida de lo posible las bandas negras, la corrección de aspect ratio o el overscan.
Asimismo el formato pretende la total compatibilidad con distintos soportes, por lo que se usa principalmente el códec XVID (de código abierto) para garantizar compatibilidad con sistemas como Xbox 360, PlayStation 3 o reproductores de DVD capaces de leer DivX/Xvid.

## Presentación
El formato DVD-HDR suele presentarse en forma de un único archivo de vídeo de tamaño igual o menor a 4,7GB (compatible con DVD5), pensado para su uso como copia privada en televisiones no compatibles con alta definición, sistemas que tengan problemas moviendo vídeos pesados o soportes no superiores a 4,7GB.
Suele encontrarse en redes p2p o suele crearse de forma casera con convertidores de vídeo desde películas o títulos originales, existiendo también series de televisión, vídeos caseros o proyecciones amateur en dicho formato.